# Notícia de torto

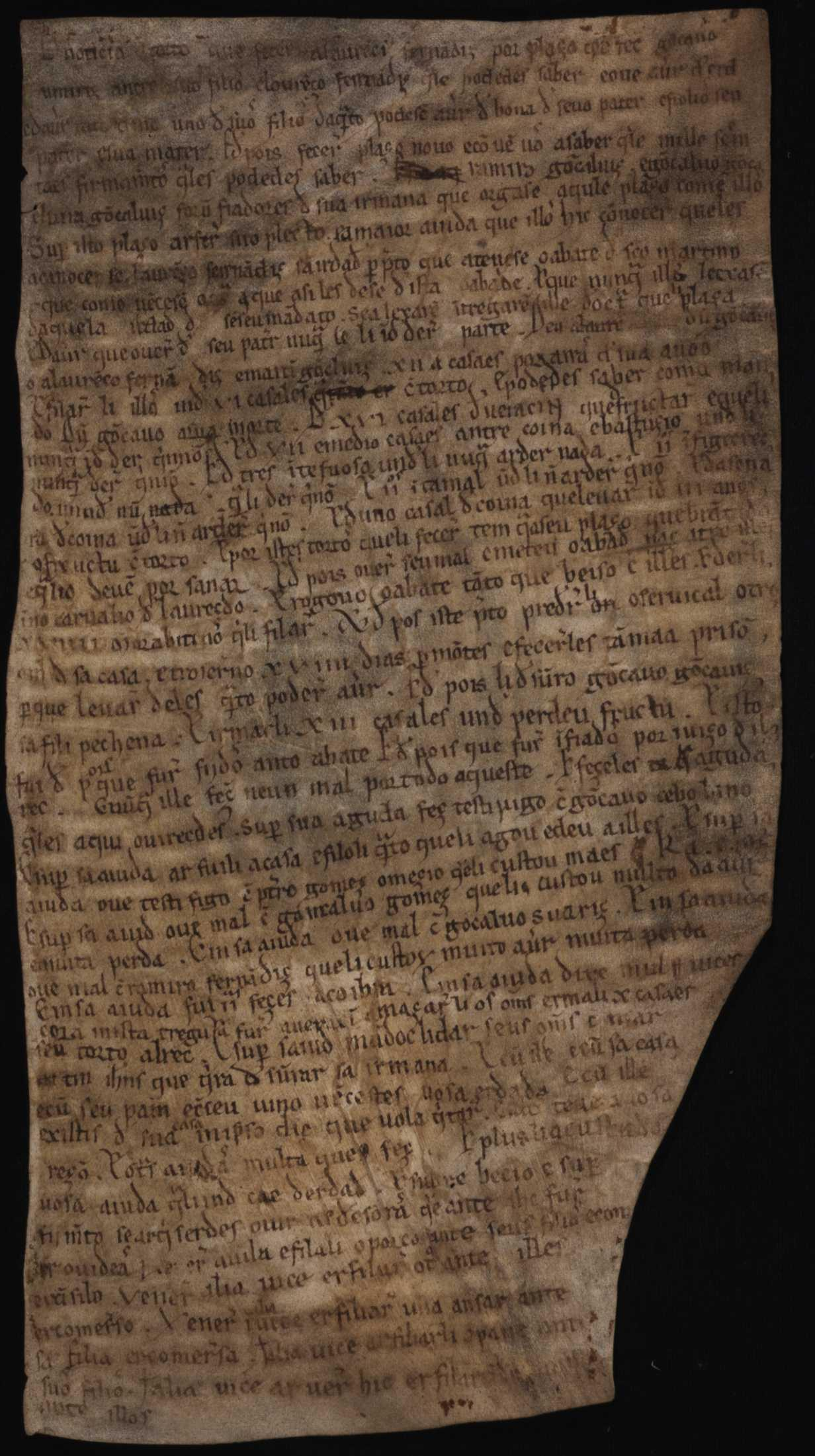
Pergaminho da "Notícia de Torto".

Notícia de Torto ou Notícia do Torto é um manuscrito em pergaminho escrito entre 1211 e 1216 (provavelmente em 1214), considerado o segundo texto não literário mais antigo escrito em língua portuguesa, posterior à Notícia de Fiadores de 1175. O seu título provém da primeira frase do texto: "De noticia de torto que feceru(m) a Laure(n)cius Ferna(n)diz".
Tal título, porém, é contestado por autores como Ramón Lorenzo, que o considera "um híbrido latino-português". e outros que sequer lhe concediam o status de documento.
O pergaminho, medindo 313 por 170 mm, escrito em ambas as faces, foi encontrado no mosteiro feminino de Vairão e está hoje no Arquivo Nacional da Torre do Tombo, em Lisboa. No texto, escrito em galaico-português mas crivado de latinismos, D. Lourenço Fernandes da Cunha fez um minucioso relatório dos agravos cometidos contra si pelos filhos de Gonçalo Ramires.
Dado que a maioria dos documentos da época eram redigidos em latim, é provável que o documento se tratasse de um rascunho, destinado a ser traduzido para esta língua. Tem sido estudado como subsídio para o conhecimento da origem e evolução da língua portuguesa. Existe também na Torre do Tombo outro documento semelhante, a "Mentio de malefactoria" (c. 1210) que descreve as malfeitorias feitas ao mesmo Lourenço Fernandes da Cunha pelo rei D. Sancho I ou por intermédio de Vasco Mendes.

## Texto
Normas principais: 1) as reconstituições editoriais são assinaladas entre [ ] e as formas canceladas entre < > ; 2) as abreviaturas são desenvolvidas em itálico; 3) o til é desenvolvido como n.).
Texto
1 D[e] noticia de torto que fecerun a laurencius fernandiz por plazo qve fece goncauo
2 ramiriz antre suos filios e lourenzo ferrnandiz quale podedes saber: e oue auer de erd[ade]
3 e d auer tanto quome uno de suos filios d aquanto podesen auer de bona de seuo pater; e fio li os seu
4 pater e sua mater. E depois fecerun plazo nouo e conuen uos a saber quale: in ille seem
5 taes firmamentos quales podedes saber. <E f...q> ramiro goncaluiz e goncaluo gonca[luiz e]
6 eluira goncaluiz forun fiadores de sua irmana que o[to]rgase aqu[e]le plazo come illos
7 Super isto plazo ar fe[ce]run suo plecto. e a maior aiuda que illos hic connocerun que les
8 acanoce<r>se laurenzo ferrnandiz sa irdade per plecto que a teuese o abate de sancto martino
9 que como uencesen o[ct]ra que asi les dese de ista o abade. E que nunqua illos lecxasen
10 daquela irdade d. sen seu mandato. Se a lexaren intregaren ille de octra que li plaza
11 E D auer que ouerun de seu pater nu[n]qua <le> li inde derun parte. Deu <a laure''n''....> dun goncalu
12 o a laurenco fernandiz e martin gonc[a]luiz xii <a> casaes por assas de sua auóó
13 E filarun li illos inde vi casales <quanto er> cun torto. E podedes saber como man
14 do Dun goncauo a sua morte. De xvi casales de ueracin que defructarun e que li
15 nunqua inde der[un] quinnon. E de vii e medio casaes antre coina e bastuzio unde li
16 nunqua derun quinion. E de tres in tefuosa unde li nu[n]qua ar der[un] nada. E iiºs in figeerec
17 do unnde nun<nada>qua li derun quinon. E iiºs in tamal unde li non ar derun quinon. E da sena
18 ra de coina unde li non ar derun quinon. E d uno casal de coina que leuarun inde iii anos
19 o frcuctu cun torto. E por istes tortos que li fecerun tem qua a seu plazo quebrantado
20 e qua li o deuen por sanar. E de pois ouerun seu mal e meteu o abade paz a[n]tre illes
21 inno carualio de laurecdo. E rogou o o abate tanto que beiso cun illes. E derun li
22 xviiii Morabitinos qui li filarun. E de pos iste plecto pre[n]derun li <on> o seruical otro
23 ome de sa casa. e troserun no xviiii dias per montes e fecerun les tan máá prison
24 per que leuarun deles quanto poderun auer. E de pois li desunro goncauo goncauiz
25 sa fili[a] pechena. E irmar[un] li xiii casales unde perdeu fructu. E isto
26 fui de pois que furun fijdos ant o abate. E de pois que furun infiados por iuizo de ilo
27 rec. E nunqua ille feze neu<n> mal por todo aqueste. E feze les <ta qua> agudas
28 quales aqui ouirecdes: Super sua aguda fez testiuigo cun goncauo cebolano
29 E super sa aiuda ar fui li a casa e filo li quanto que li agou e deu a illes. E super sa
30 aiuda oue testifigo cun petro gomez omezio que li custou maes <qua> Ka .c. Morabitinos
31 E super sa aiud[a] oue mal cun goncaluo gomez que li custou multo da auer
32 e muita perda. E in sa aiuda oue mal cun go[n]caluo suariz. E in sa aiuda
33 oue mal cun ramiro fernandiz que li custov muito auer muita perda.
34 E in sa aiuda fui iiªs fezes a coi[m]bra. E in sa aiuda dixe mul[tas] <f> uices
35 e ora in ista tregua furun a ueracin amazarun li os omes erma[run] li x casaes
36 seu torto al rec. E super sa iud[a] mandoc lidar seus omes cun mar
37 <M> tin iohanes que quir[i]a desunrar sa irmana. E cun ille e cun sa casa
38 e cun seu pam e cun seu uino uencestes uosa erdade. E cun ille
39 existis de sua casa in ipso die que uola quitarun. E ille teue a uosa
40 rezon. E otras aiudas multas que < >fez. E plus li a custado
41 uosa aiuda qua li inde cae d erdade. E subre becio e super
42 fíjmento se ar quiserdes ouir as desonras que ante ihc furun
43 ar ouide as: Venerun a uila e fila[run] li o porco ante seus filios e com
44 erun si lo. Venerun alia uice er filarun otro ante illes
45 er comerun s o. Venerun in alia uice er filiarun una ansar ante
46 sa filia er comerun s a. In alia uice ar filiarun li o pane ante
47 suos filios. In alia uice ar ue[ne]run hic er filarun inde o uino
48 ante illos
49 Otra uice uenerun li filar ante seus filios quanto que li agarun in quele
50 casal. E furun li <o> u ueriar e prenderun inde o conlazo unde mamou [?]
51 re e gacarun no e getarun in tera polo cecar e le[ua]run delle quanto oue.
52 In alia uice ar furun a feracin e prenderun iiºs omes e gacarun nos e leuarun
53 deles quanto que ouerun. In otra fice ar prenderun otros iiºs a se[u] irmano pelagio
54 fernandiz e iagarun nos. In otra ue[ne]run a [?]ge [?]tros e leuarun s o [?]

55 ante pelagio fernandiz